# Božena Němcová
Božena Němcová nome d'arte di Barbora Panklová (Vienna, 4 febbraio 1820 – Praga, 21 gennaio 1862) è stata una scrittrice ceca.
Probabilmente figlia di Karel Clam-Martinic e di Dorotea di Curlandia o sua sorella Guglielmina di Sagan, i primi anni della sua vita li passò a Ratiboř, insieme alla nonna materna. All'età di diciassette anni sposò un funzionario statale, con il quale girovagò per molte città della Boemia. 

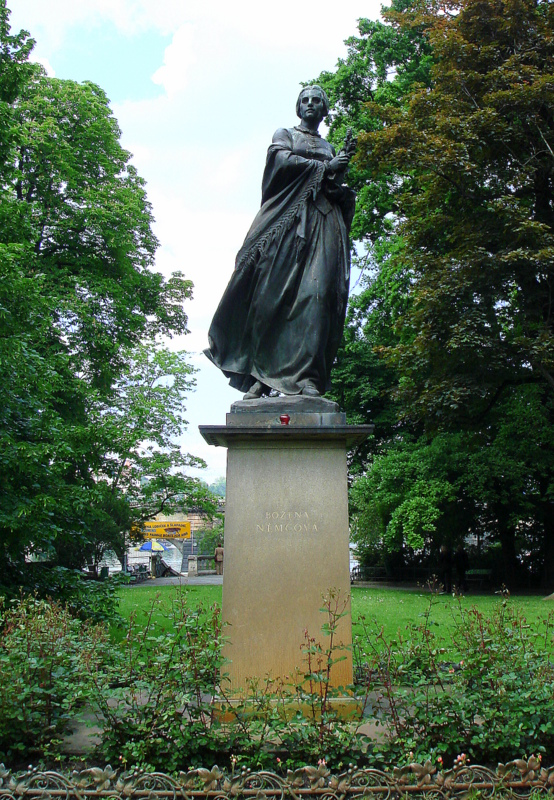
Monumento a Praga

A Praga la Němcová esordì e si fece notare grazie al lirismo delle sue poesie, inizialmente, per poi acquisire fama crescente grazie alle novelle, ai racconti e agli appunti di viaggio. L'apice della fama lo raggiunse con il lungo racconto La nonna, autobiografico, che venne tradotto in molte lingue ed ebbe fama anche all'estero e contribuì a rendere famoso il castello di Ratibořice.
A lei è dedicato l'asteroide 3628 Božněmcová.

## Opere

### Poesie
- Slavné ráno
- Ženám českým
- Moje vlast

### Romanzi, racconti, appunti di viaggio e leggende
- Babička - (1855) La nonna: costumi villerecci di Boemia (tr. it. Milano, Cogliati, 1909)
- Cesta z pouti
- Čtyry doby
- Devět křížů
- Divá Bára (1856)
- Dlouhá noc
- Dobrý člověk (1858)
- Domácí nemoc
- Dopisy z lázní Františkových - Lettere da Franzenbad
- Hospodyně na slovíčko
- Chudí lidé
- Chyže pod horami
- Karla (1855)
- Národní báchorky a pověsti – Storie e leggende popolari
- Obrázek vesnický
- O dvanácti měsíčkách
- Pan učitel –
- Podhorská vesnice - Il villaggio sotto le montagne
- Pomněnka šlechetné duše
- Rozárka
- Selská politika
- Sestry (1855)
- Silný Ctibor
- Slovenské pohádky a pověsti - Novelle e leggende slovacche